# Tina (piosenkarka)
Tina (wł. Martina Csillagová; ur. 11 marca 1984 w Preszowie) – słowacka piosenkarka.
Debiutowała w 2004 r. albumem Tina.

## Dyskografia
Albumy studyjne
- 2004: Tina
- 2006: Chillin
- 2009: Veci sa menia
- 2011: S.E.X.Y.

## Nagrody i nominacje
| Rok  | Nagroda | Kategoria             | Wynik   |
| ---- | ------- | --------------------- | ------- |
| 2011 | Slávik  | Najlepsza piosenkarka | Wygrana |
| 2012 | Slávik  | Najlepsza piosenkarka | Wygrana |